# Marawah
L'illa de Marawah (àrab: جزيرة مروح, jazīrat Marawaḥ) és una illa de l'Emirat d'Abu Dhabi a la costa de l'emirat, uns 100 km a l'oest de la ciutat d'Abu Dhabi. L'illa té 5,5 km de nord a sud i 13 km d'est a oest. L'illa és actualment una propietat privada. A la part occidental un estret la separa de l'illa Liffiyah, que fa uns 3 km de nord-oest a sud-est i la meitat de sud-oest a nord-est i té el poblet del mateix nom a la costa nord-est, enfront de Lifah, al nord -oest de Marawah. La part sud forma una gran badia on hi ha el llogaret de Ghurbah. La vila principal de l'illa és Marawah a la costa nord-est, que té al front les roques de Fasht al Bazm. La població és d'uns tres mil habitants. La seva línia costanera està plena de manglars. La seva superfície és de 180 km².
Té restes de poblament de fa uns set mil anys igual que Dalma, i s'han localitzat uns 13 jaciments arqueològics principals la majoria del període islàmic. S'han trobat restes d'una pedrera amb la pedra de la qual es va construir entre d'altres el monestir nestorià trobat a Sir Banu Yas. L'aigua era emmagatzemada amb cisternes i distribuïda per canals, el que permetia la vida tot i la manca de fonts.
El litoral de l'illa, amb els seus extensos fangs de marea, ha estat designat com a Àrea Important per a la Conservació de les Aus (AICA) per BirdLife International perquè admet poblacions de pas i hivernades de molts limícoles, com ara Pigre gis, Corriol de Sibèria, Tètol cuabarrat, Territ gros siberià, i Dromes.